# Viola Davis
Pour les articles homonymes, voir Davis.
Viola Davis (/ˈvaɪələ ˈdeɪvɪs/), née le 11 août 1965 à Saint Matthews (Caroline du Sud), est une actrice et productrice américaine.
Active dans le milieu du divertissement, depuis la fin des années 1990, et notamment au théâtre, elle remporte un premier Tony Award, en 2001, en tant que meilleur second rôle féminin dans une pièce de théâtre, pour le rôle de Tonya dans King Hedley II d'August Wilson, et le second, en 2010, en tant que meilleure actrice dans une pièce de théâtre pour le rôle de Rose Maxson dans Fences, du même dramaturge.
Elle accède à la reconnaissance critique au cinéma en 2011, pour son interprétation de la domestique Aibileen Clark dans La Couleur des sentiments, puis en 2014 à la télévision pour le rôle principal de la série How to Get Away with Murder, celui de l'avocate Annalise Keating, qui lui vaut de devenir la première actrice noire sacrée par le Primetime Emmy Award de la meilleure actrice dans une série télévisée dramatique.
Par la suite, elle confirme son statut de vedette en 2016 avec un Golden Globe et en 2017 avec un Oscar, remportés pour son second rôle de Rose Maxson, déjà interprété et récompensé au théâtre, dans le film Fences, réalisé par Denzel Washington avec qui elle partage l'affiche. Elle joue aussi dans des films tels que Custody, Suicide Squad, Les Veuves...
Viola Davis entre dans l'histoire du cinéma, comme première actrice afro-américaine à avoir décroché un Oscar, un Tony et un Emmy, récompensant respectivement une interprétation exceptionnelle au cinéma, au théâtre et à la télévision. Après l'obtention d'un Grammy Award en 2023, elle devient la 18e personnalité a obtenir le prestigieux statut "EGOT", désignant les personnes ayant remporté les quatre trophées majeurs américains du divertissement.

## Biographie

### Enfance et formation
Viola Davis est née dans la ferme de sa grand-mère, une ancienne plantation où étaient par le passé exploités des esclaves, à Saint Matthews, en Caroline du Sud. Elle est l'avant-dernière d'une famille de six enfants. Sa mère, Mae Davis, était bonne, et son père Dan Davis entraîneur de chevaux. Quelques mois plus tard, la famille déménage à Central Falls (Rhode Island). Viola Davis a toujours considéré avoir vécu dans une grande pauvreté durant son enfance : 

« J’étais le genre de pauvre qui sait tout de suite qu’elle a encore moins que tous ceux qui l’entourent. Notre environnement, notre maison reflétait nos revenus. Les planches qui tombaient des murs, la plomberie de mauvaise qualité, pas de téléphone, pas de nourriture, des rats… Je vivais tout cela. »

Au lycée, elle s'implique dans les arts et se spécialise dans le théâtre à l’université de Rhode Island dont elle sortira diplômée en 1988. En 2002, elle reçoit un doctorat honorifique en arts visuels de l’université. Elle s'implique également dans le projet éducatif Upward Bound et dans les programmes de service d'aide aux étudiants.

Lorsqu'elle revient sur son enfance, l'actrice déclare en avoir fait une force et une source de motivation pour sa carrière : 

« C’est devenu une motivation plutôt qu’autre chose […] J’ai décidé très jeune que je ne voulais pas de ça comme vie pour moi. Ça m’a beaucoup aidée à apprécier et à donner de la valeur aux choses qui m’entourent à présent... Un jardin, une maison, une super plomberie, un réfrigérateur rempli… ces choses que les gens considèrent comme acquises, moi ce n’est pas le cas. »

### Carrière

#### Débuts professionnels remarqués (1996-2010)

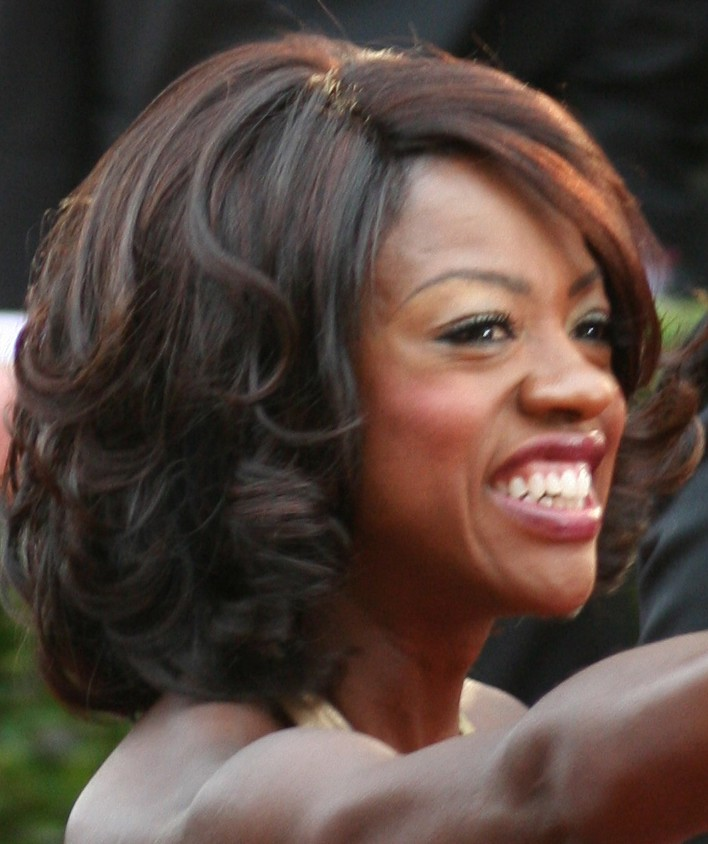
Viola Davis à la 81e cérémonie des Oscars, en 2009.

Elle débute en 1996, alternant apparitions dans des séries télévisées et au cinéma, mais sous la direction de réalisateurs prestigieux. Steven Soderbergh lui confie ainsi un second rôle dans son polar Hors d'atteinte en 1998, puis dans le thriller Traffic en 2000, le récit de science-fiction Solaris en 2002.
Cette année est d'ailleurs cruciale puisqu'elle apparaît également dans la romance fantastique Kate et Léopold de James Mangold, le drame sentimental Loin du paradis de Todd Haynes, et le biopic Antwone Fisher, mis en scène par l'acteur Denzel Washington.
Après avoir joué au théâtre dans des pièces populaires comme Périclès, prince de Tyr de William Shakespeare et Les Monologues du vagin, elle accède à une première reconnaissance en 2001 en remportant le Tony Award de la meilleure actrice dans un second rôle pour King Hedley II de August Wilson.
Si côté télévision, elle apparaît régulièrement dans des séries judiciaires, elle peine à s'extirper de rôles secondaires sur grand écran : en 2005, Stephen Gaghan la dirige dans son thriller géopolitique Syriana, et en 2006, elle fait une apparition dans World Trade Center d'Oliver Stone. La même année, elle fait cependant partie de la distribution principale du drame indépendant The Architect de Matt Tauber.
En 2007, le thriller Paranoïak auquel elle participe est un succès commercial. Elle décroche parallèlement un rôle principal dans une série d'actions, Traveler, néanmoins arrêtée au bout de quelques épisodes, puis en 2010 un rôle récurrent dans la seconde saison de la série dramatique United States of Tara.

#### Révélation critique (2010-2014)

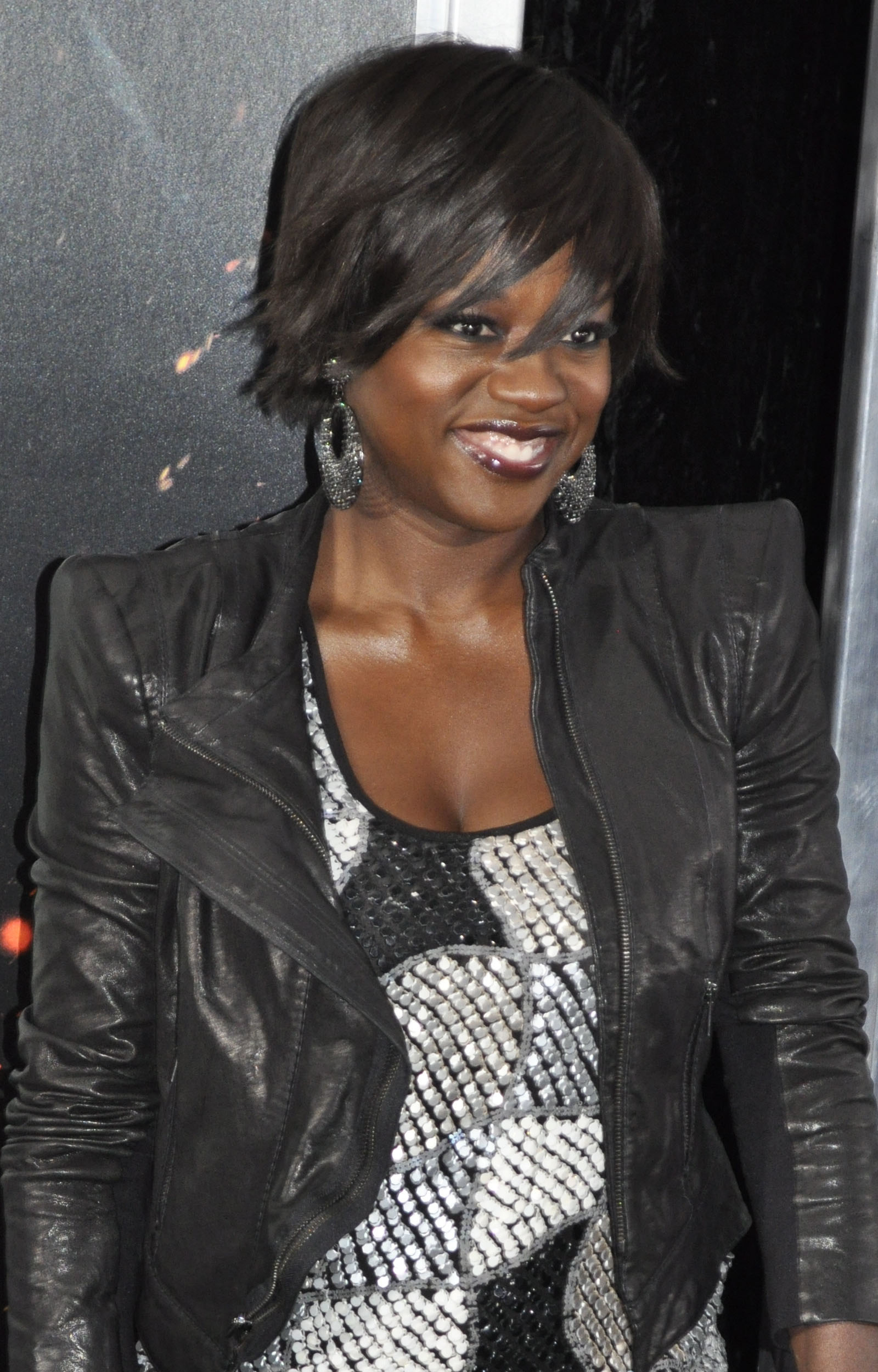
En 2010, lors de l'avant première de Harry Potter et les Reliques de la Mort.

En 2010, elle remporte le Tony Award de la meilleure actrice dans une pièce pour sa performance dans Fences. Il s'agit donc de son second trophée, 9 ans après avoir remporté la catégorie du meilleur second rôle.
Mais c'est en 2011 qu'elle parvient enfin à s'imposer : après une série de films aux succès divers, elle fait enfin partie de la distribution principale du mélodrame La Couleur des sentiments, mis en scène par Tate Taylor, et acclamé par la critique. Son interprétation de la nounou Aibileen Clark est particulièrement appréciée et lui vaut plusieurs nominations et récompenses,.
Elle fait également partie des premiers rôles du drame Won't Back Down de Daniel Barnz en 2012, du film fantastique Sublimes Créatures de Richard LaGravenese et surtout du thriller Prisoners de Denis Villeneuve en 2013.
Elle renoue avec le biopic pour Get On Up de Tate Taylor en 2014, puis passe aux superproductions avec le blockbuster La Stratégie Ender en 2013, et le thriller d'espionnage Hacker de Michael Mann, en 2015. Les deux films sont néanmoins des échecs critiques et commerciaux.

#### Murderet consécration (depuis 2014)
En 2014, elle est choisie par Shonda Rhimes pour devenir l'héroïne de la série dramatique Murder dans laquelle elle incarne un professeur de droit et une avocate renommée, à la tête de son propre cabinet, qui se retrouve mêlée à un meurtre aux côtés de quelques étudiants privilégiés.
La série est un succès critique et public. Le 20 septembre 2015, elle devient la première femme noire à décrocher l'Emmy de la meilleure actrice dans une série dramatique pour son premier rôle dans How to Get Away with Murder. Au moment de recevoir le trophée, elle en profite pour dénoncer le manque de premiers rôles pour les actrices afro-américaine à Hollywood,.

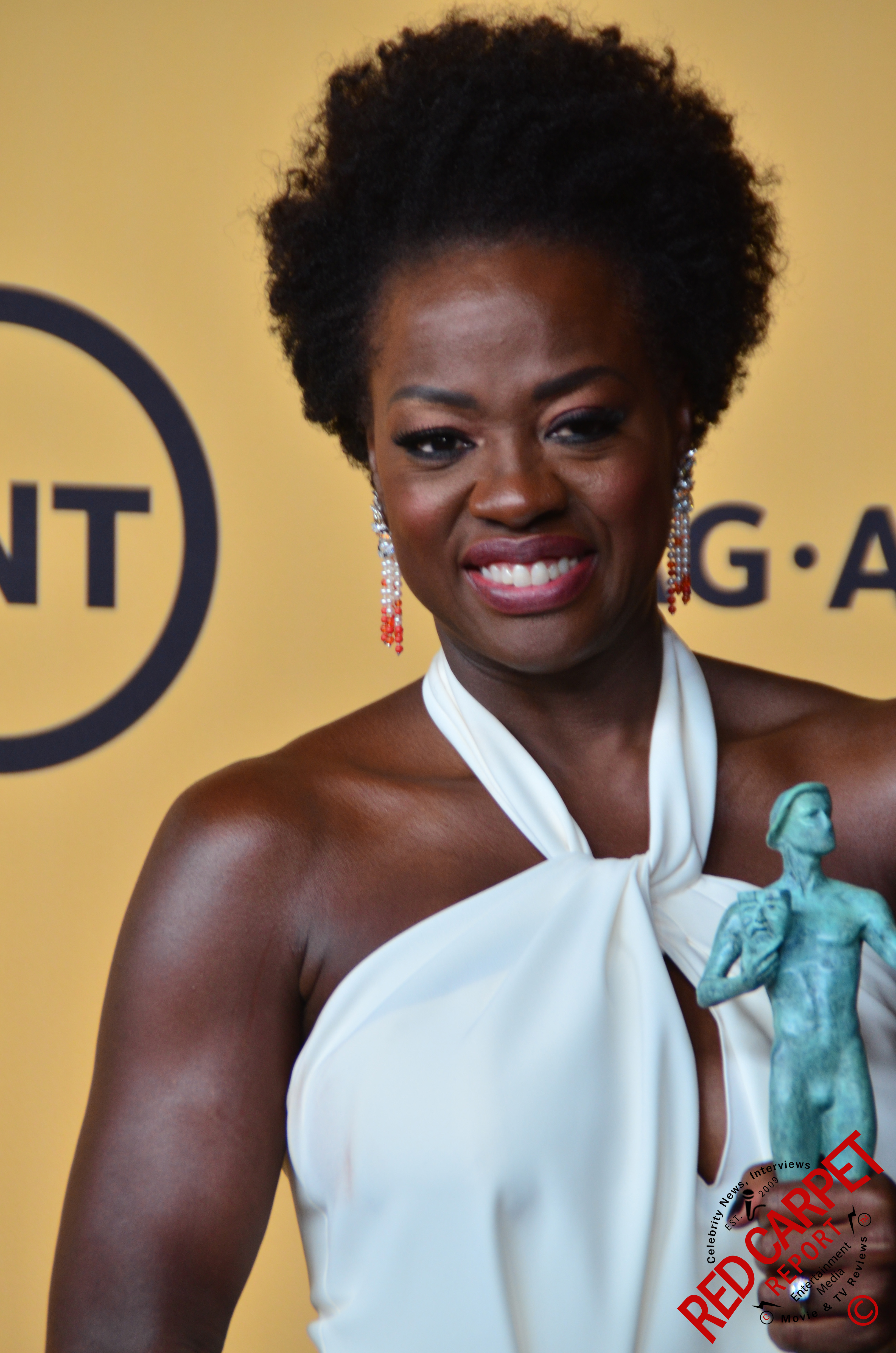
Viola Davis, couronnée meilleure actrice dans une série dramatique, lors de la des Screen Actors Guild Awards, en 2015.

Alors qu'elle continue à défendre son héroïne pour une seconde saison, elle est choisie pour prêter ses traits au personnage de DC Comics Amanda Waller dans le blockbuster Suicide Squad, sous la direction de David Ayer. Le film est un énorme succès commercial et amasse plus de 745 millions de dollars au box office international, l’œuvre est cependant très mal reçue par la critique mais remporte néanmoins, l'Oscar du meilleur maquillage.
En 2017, elle décroche son étoile sur le célèbre Walk of Fame de Hollywood Boulevard pour sa contribution cinématographique. Elle remporte de nombreux prix, dont celui de la meilleure actrice dans un second rôle pour son rôle dans le film Fences, lors des Oscars 2017. Cette récompense la fait entrer dans l'histoire comme la première actrice afro-américaine triplement récompensée d'un Tony Award, d'un Emmy Award et d'un Oscar dans la catégorie de l'interprétation,,,.

Face à ce succès fulgurant, elle confie : 

« Je n’arrive pas à croire à quel point Dieu m’a bénie »

Elle est également citée lors du gala organisé par le célèbre magazine américain Time comme l'une des personnalités les plus influentes de l'année. Cette même année, à la suite de la diffusion de la troisième saison de son show, elle est de nouveau citée pour le Primetime Emmy Awards de la meilleure actrice dans une série télévisée dramatique.
En 2018, la créatrice Shonda Rhimes profite de la dernière saison de Scandal pour effectuer un crossover avec Murder, faisant se confronter le personnage de Viola Davis à celui de Kerry Washington. Au cinéma, elle rejoint le thriller dramatique Widows réalisé par Steve McQueen donnant notamment la réplique à Liam Neeson, Michelle Rodríguez et Colin Farrell. La même année, elle signe un accord exclusif entre Amazon Video et sa société de production, JuVee Productions. Ce contrat d'exclusivité prévoit la production de plusieurs films pour le service de vidéo à la demande.
En 2019, lors de la 50e cérémonie des NAACP Image Awards, l'actrice est en lice pour deux trophées : Celui de la meilleure actrice pour son rôle dans Les Veuves et, une énième fois, dans la catégorie de la meilleure actrice dans une série télévisée dramatique pour Murder. Cette année-là, la direction du réseau ABC annonce que la série Murder est renouvelée pour une sixième et ultime saison, s'achevant après 90 épisodes.
Au cinéma, il est annoncé que l'actrice fait son retour en tant qu'Amanda Waller pour The Suicide Squad, cette fois-ci réalisé par James Gunn,. Elle est également vedette du film Le Blues de Ma Rainey, aux côtés de Chadwick Boseman. Une production réalisée par George C. Wolfe pour la plateforme Netflix. Il s'agit d'une adaptation cinématographique de la pièce de théâtre Ma Rainey's Black Bottom (1982) d'August Wilson mettant en scène la chanteuse de blues Ma Rainey. Pour ce rôle, elle est nommée à l'Oscar de la meilleure actrice.
Elle n'en oublie pas la télévision, en acceptant de produire et de jouer l'un des premiers rôle de la série First Ladies pour le réseau Showtime,,. Ce programme se concentre sur trois Premières dames américaines : Eleanor Roosevelt, Betty Ford et Michelle Obama, Viola Davis prêtant ses traits à cette dernière,,.

### Vie privée

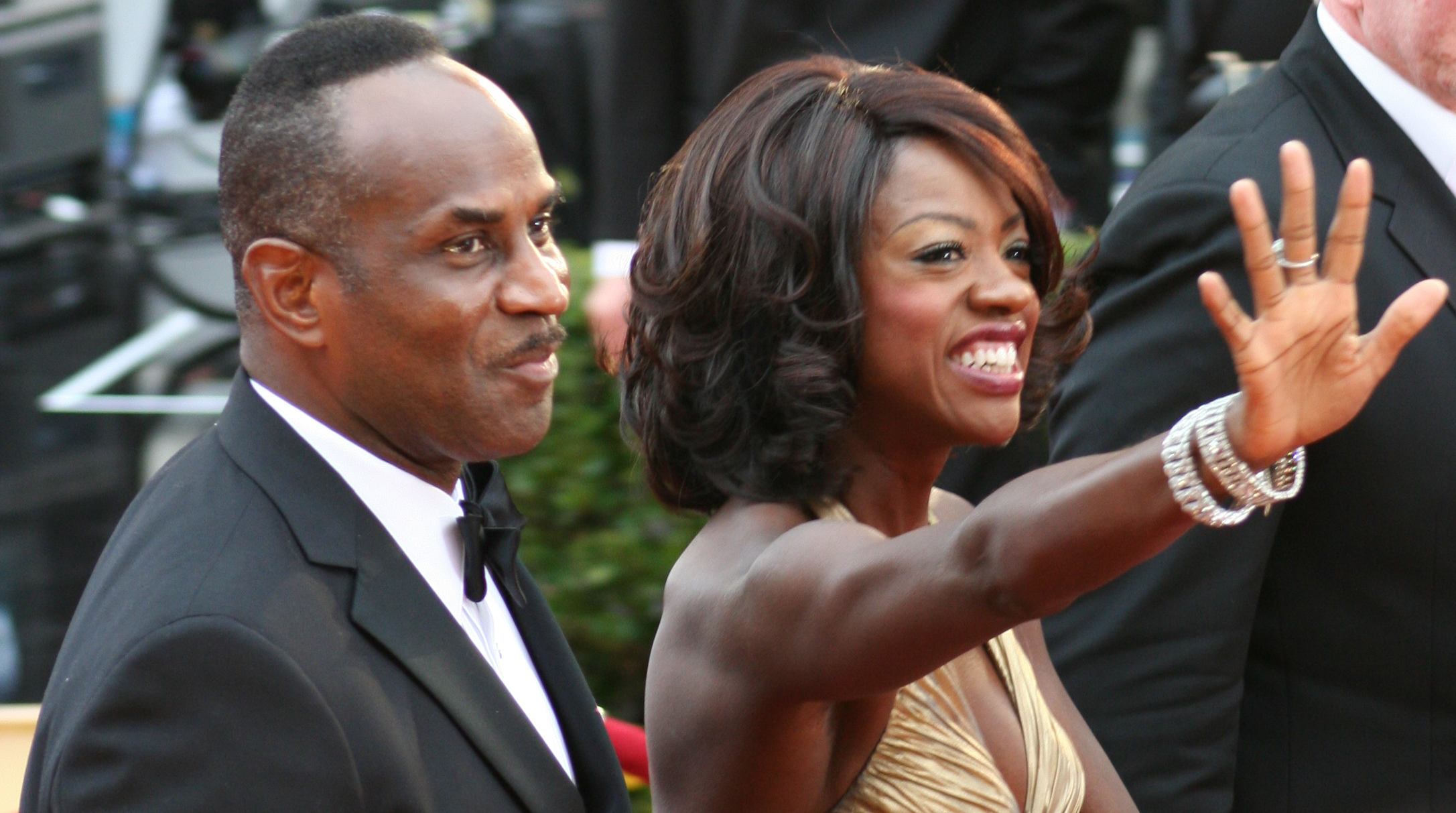
Aux Oscars 2009, accompagnée de son époux, Julius Tennon.

Elle est chrétienne évangélique et est membre de l’église Oasis Church à Los Angeles,.
Depuis juin 2002, Viola Davis est mariée à l'acteur Julius Tennon. En octobre 2011, ils adoptent leur premier enfant, une petite fille. Viola est également la belle-mère des deux fils de son mari, issus d'une précédente relation. Le couple a monté sa société de production JuVee Productions.
Elle est également la cousine germaine de l'acteur Mike Colter, connu pour interpréter Luke Cage, dans les séries de Netflix, Jessica Jones, Luke Cage et The Defenders.
Sa sœur cadette ayant été victime d'abus sexuels pendant sa jeunesse, elle milite pour les associations combattant pour la cause des victimes d'abus sexuels.
En 2017, elle participe à la Marche des femmes, comme de nombreuses personnalités telles que Scarlett Johansson, Natalie Portman, Kerry Washington ou encore Eva Longoria, pour tenir tête au président des États-Unis, Donald Trump.
L'année suivante, elle dénonce l'inégalité salariale entre les actrices selon leur couleur de peau. Elle explique que le sujet est encore tabou et relégué au second plan face à l'inégalité salariale entre les hommes et les femmes.
En août 2020, elle décide de racheter la plantation dans laquelle elle est née. Ce rachat intervient le jour de ses 55 ans.

## Théâtre
Sauf indication contraire ou complémentaire, les informations mentionnées dans cette section proviennent de la base de données IBDb.
- 1996 : Secrets et mensonges
- 1996 : Seven Guitars de August Wilson
- 1998 : Périclès, prince de Tyr de William Shakespeare
- 1999 : Les Monologues du vagin de Eve Ensler
- 2001 : King Hedley II de August Wilson
- 2004 : Intimate Apparel de Lynn Nottage
- 2010 : Fences de August Wilson

## Filmographie

### Cinéma

#### Longs métrages

##### Années 1990
- 1996 : The Substance of Fire de Daniel J. Sullivan : l'infirmière
- 1998 : Hors d'atteinte (Out of Sight) de Steven Soderbergh : Moselle
- 1998 : Miss Apprehension and Squirt de Daniel Nemet-Nejat : Sharon Hughes

##### Années 2000
- 2000 : Traffic de Steven Soderbergh : l'assistante sociale
- 2001 : Amours sous thérapie de Richard Benjamin : Robin
- 2002 : Kate et Léopold de James Mangold : une policière
- 2002 : Solaris de Steven Soderbergh : Gordon
- 2002 : Loin du paradis de Todd Haynes : Sybil
- 2002 : Antwone Fisher de Denzel Washington : Eva May
- 2005 : Syriana de Stephen Gaghan : Marilyn Richards
- 2005 : Réussir ou mourir de Jim Sheridan : Grand-mère
- 2006 : World Trade Center d'Oliver Stone : une mère à l'hôpital
- 2006 : The Architect de Matt Tauber : Tonya Neely
- 2007 : Paranoïak de D.J. Caruso : le détective Parker
- 2008 : Nos nuits à Rodanthe (Nights in Rodanthe) de George C. Wolfe : Jean
- 2008 : Doute (Doubt) de John Patrick Shanley : Mrs. Miller
- 2009 : Madea Goes to Jail de Tyler Perry : Ellen
- 2009 : Jeux de pouvoir de Kevin Macdonald : Dr Joy Jackson
- 2009 : Que justice soit faite (Law Abiding Citizen) de F. Gary Gray : la maire de Philadelphie

##### Années 2010
- 2010 : Night and Day (Knight and Day) de James Mangold : Directrice George
- 2010 : Mange, prie, aime (Eat, Pray, Love) de Ryan Murphy : Delia Shiraz
- 2010 : Une drôle d'histoire (It's Kind of a Funny Story) de Ryan Fleck et Anna Boden : Dr. Minerva
- 2011 : La Couleur des sentiments (The Help) de Tate Taylor : Aibileen Clark
- 2011 : Trust de David Schwimmer : Gail Friedman
- 2011 : Extrêmement fort et incroyablement près (Extremely Loud and Incredibly Close) de Stephen Daldry : Abby Black
- 2012 : De leurs propres ailes (Won't Back Down) de Daniel Barnz : Nona Alberts
- 2013 : Sublimes Créatures (Beautiful Creatures) de Richard LaGravenese : Amma Trudeau
- 2013 : La Stratégie Ender (Ender's Game) de Gavin Hood : le major Anderson
- 2013 : Prisoners de Denis Villeneuve : Nancy Birch
- 2014 : The Disappearance of Eleanor Rigby de Ned Benson : le professeur Friedman
- 2014 : Get on Up de Tate Taylor : Susie Brown
- 2015 : Hacker (Blackhat) de Michael Mann : Carol Barrett
- 2015 : Lila et Eve de Charles Stone III (en) : Lila - également productrice
- 2016 : Suicide Squad (Suicide Squad) de David Ayer : Amanda Waller
- 2016 : Custody de James Lapine : Martha Schulman - également productrice exécutive
- 2016 : Fences de Denzel Washington : Rose Maxson
- 2018 : Les Veuves (Widows) de Steve McQueen : Veronica Rawlings
- 2019 : Troop Zero de Bert & Bertie : Miss Rayleen

##### Années 2020
- 2020 : Le Blues de Ma Rainey (Ma Rainey's Black Bottom) de George C. Wolfe : Ma Rainey
- 2021 : The Suicide Squad de James Gunn : Amanda Waller
- 2021 : Impardonnable de Nora Fingscheidt : Liz Ingram
- 2022 : The Woman King de Gina Prince-Bythewood : Nanisca (également productrice)
- 2022 : Black Adam de Jaume Collet-Serra : Amanda Waller
- 2023 : Air de Ben Affleck : Deloris Jordan
- 2023 : Hunger Games : La Ballade du serpent et de l'oiseau chanteur de Francis Lawrence : Dr Volumnia Gaul
- 2025 : G20 de Patricia Riggen : la présidente Danielle Sutton (également productrice)

#### Courts métrages
- 2002 : Driving Fish de Rosalyn Coleman - en tant que co-productrice exécutive
- 2009 : Beyond All Boundaries de David Briggs : Hortense Johnson
- 2010 : The Unforgiving Minute d'Octavia Spencer : narratrice
- 2011 : Touch of Evil d'Alex Prager : elle-même
- 2015 : The Brink de Ben Jendras - en tant que productrice exécutive
- 2017 : Night Shift de Marshall Tyler - en tant que productrice exécutive

### Télévision

#### Téléfilms
- 1998 : Secret défense (The Pentagon Wars) de Richard Benjamin : le sergent Fanning
- 1998 : Grace et Glorie de Arthur Allan Seidelman : Rosemary Allbright
- 2001 : Amy et Isabelle de Lloyd Kramer : Dottie
- 2005 : Jesse Stone : En l'absence de preuve de Robert Harmon : Molly Crane
- 2006 : Jesse Stone : Une ville trop tranquille de Robert Harmon : Molly Crane
- 2006 : Jesse Stone : Meurtre à Paradise Robert Harmon : Molly Crane
- 2006 : Life Is Not a Fairytale : The Fantasia Barrino Story : Diane Barrino
- 2007 : Jesse Stone : L'Empreinte du passé de Robert Harmon : Molly Crane

#### Séries télévisées
- 1996 : New York Police Blues : Une femme (1 épisode)
- 1996 : New York Undercover : Mrs. Stapleton (1 épisode)
- 2000 : Amy : Celeste (1 épisode)
- 2000 : City of Angels : Lynnette Peeler (24 épisodes)
- 2001 : Providence : Dr. Eleanor Weiss (1 épisode)
- 2001 : Le Protecteur : Suzanna Clemons (1 épisode)
- 2001 : New York 911 : Margo Rodriguez (1 épisode)
- 2002 : New York, section criminelle : Terry Randolph (1 épisode)
- 2002 : Division d'élite : Dr Georgia Davis (1 épisode)
- 2002 : Les Experts : Avocat Campbell (1 épisode)
- 2003 : Le Justicier de l'ombre : Stevie Morgan (1 épisode)
- 2003 : The Practice : Bobby Donnell et Associés : Aisha Crenshaw (1 épisode)
- 2003 : New York, unité spéciale : avocate de la défense Donna Emmett (saison 4, épisodes 14 et 23)
- 2004 : Century City : Hannah Crane (9 épisodes)
- 2004 : New York, unité spéciale : avocate de la défense Donna Emmett (saison 6, épisodes 1 et 8)
- 2005 : Threshold - Premier contact : Victoria Rossi (1 épisode)
- 2006 : Laws of Chance : Rebecca (1 épisode)
- 2006 : FBI : Portés disparus : Audrey Williams (1 épisode)
- 2006 : New York, unité spéciale : avocate de la défense Donna Emmett (saison 8, épisode 8)
- 2007 : Traveler : l'agent Jan Marlow (8 épisodes)
- 2008 : La Menace Andromède : Dr Charlene Barton (3 épisodes)
- 2008 : Brothers and Sisters : Ellen Snyder (1 épisode)
- 2008 : New York, unité spéciale : avocate de la défense Donna Emmett (saison 9, épisode 19)
- 2008 : New York, unité spéciale : avocate de la défense Donna Emmett (saison 10, épisode 5)
- 2010 : United States of Tara : Lynda P.Frazier (6 épisodes)
- 2013 : Princesse Sofia : Helen Hanshaw (voix, 1 épisode)
- 2014-2020 : How to Get Away with Murder : Annalise Keating (90 épisodes) - également productrice de 60 épisodes
- 2017 : American Koko : La narratrice (voix, 12 épisodes) - également productrice exécutive
- 2018 : Scandal : Annalise Keating (saison 7, épisode 12)
- 2022 : Peacemaker : Amanda Waller (saison 1, épisodes 1 et 8 - non créditée)
- 2022 : The First Lady : Michelle Obama - également productrice exécutive
- 2024 : Creature Commandos : Amanda Waller (voix)

## Distinctions
Note : Cette section récapitule les principales récompenses et nominations obtenues par Viola Davis. Pour une liste plus complète, se référer aux sites IMDb et IBDb.
Viola Davis entre dans l'histoire du cinéma, comme première actrice afro-américaine à avoir décroché un Oscar, un Tony Award et un Emmy, récompensant respectivement une interprétation exceptionnelle au cinéma, au théâtre et à la télévision; une telle performance est souvent surnommée Triple Crown of Acting.

En 2023, après avoir reçu le Grammy Award du meilleur livre audio pour son autobiographie Finding Me, elle obtient le très réputé statut d'EGOT, devenant ainsi la dix-huitième personne à cumuler ces quatre trophées.
Depuis le 5 janvier 2017, elle a son étoile sur le célèbre Walk of Fame.

## Voix francophones
En version française, Viola Davis est doublée par de nombreuses comédiennes jusqu'au début des années 2010. Elle est notamment doublée à trois reprises par Pascale Vital dans New York, unité spéciale, Paranoïak et Night and Day ainsi qu'à deux reprises par  Annie Milon dans , La Menace Andromède et Doute. À titre exceptionnel, elle est doublée par Pascale Jacquemont dans Hors d'atteinte, Mbembo dans Kate et Leopold , Souria Adèle dans Solaris , Maïté Monceau dans Loin du paradis , Sophie Riffont dans Syriana , Coco Noël dans Century City , Nathalie Duverne dans Traveler : Ennemis d'État, Dominique Wenta dans Que justice soit faite, Françoise Vallon dans United States of Tara  et Aissatou Thiam dans Trust.
Depuis le film La Couleur des sentiments sorti en 2011, Maïk Darah est devenue sa voix régulière. Elle la retrouve notamment dans Sublimes Créatures, Prisoners, Get on Up, Murder, Hacker, l'univers cinématographique DC, Custody ou encore Le Blues de Ma Rainey. Elle est remplacée par Virginie Emane dans Fences, Les Veuves et Impardonnable ainsi que par Claudia Tagbo dans Extrêmement fort et incroyablement près  et Céline Ronté dans La Stratégie Ender .
En version québécoise, Johanne Garneau est sa voix régulière. Elle la double notamment dans Loin du paradis, Nuit et Jour, La Couleur des sentiments, Extrêmement fort et incroyablement près, Sublimes Créatures, La Stratégie Ender, Prisonniers, Get on Up, Chapeau noir, l'univers cinématographique DC ou encore Veuves. Sophie Faucher la double à deux reprises dans Un honnête citoyen et Mange, prie, aime tandis qu'elle est doublée à titre exceptionnel par Catherine Hamann dans Intrusion et Hélène Mondoux dans C'est comme une drôle d'histoire.